# Eunapiosz
Eunapiosz (ógörögül: Εὐνάπιος, latinul: Eunapius), (347 – 414 után) késő ókori görög történetíró.

## Élete, művei
Eunapiosz Szardeiszben született és Athénban végezte tanulmányait. Később szülőföldjén működött mint rétorként és orvosként. Emellett folytatta P. Herennius Dexippus történeti művét 404-ig, vagyis a II. Claudius Gothicus római császár halálától (270) Aranyszájú Szent János száműzéséig történt eseményeket foglalta össze 14 könyvben. A műből csak nagyobb töredékek maradtak ránk. Eunapiosz megírta a korához közel eső időben működött 23 filozófus és szofista életrajzát. Mint az újplatonizmus és Iulianus római császár elfogult híve, mesterkélt nyelvezettel írt: adatai azonban a korszakra vonatkozólag nélkülözhetetlenek.